# Sciaterica
La sciaterica o scioterica (dal greco skiothēréō "osservo l'ombra") è lo studio degli orologi solari.

## L'origine
Il nome fa riferimento allo gnomone che proietta la propria ombra su un piano.
Nel libro Elementa matheseos universae di Christian Wolff compare il termine fotosciaterica (photosciaterica) con il significato di studio degli orologi solari riflessi.
Nel libro inglese di William Molyneux (XVII secolo) dal titolo Sciathericum Telescopicum, l'autore descrive uno strumento che è metà gnomonico e metà astronomico, ovvero un telescopio che viene utilizzato sia per l'osservazione astronomica che per conoscere l'ora.